# Jorge Sebastián Núñez
Jorge Sebastián Núñez (nacido el 10 de diciembre de 1986) es un exfutbolista argentino que se desempeñaba como centrocampista.
Jugó para clubes como el Nagoya Grampus Eight y Consadole Sapporo.

## Trayectoria

### Clubes
| Club                 | País  | Año  |
| -------------------- | ----- | ---- |
| Nagoya Grampus Eight | Japón | 2005 |
| Consadole Sapporo    | Japón | 2006 |

## Estadística de carrera

### J. League
| Club                 | Año   | J. League | J. League | Copa J. League | Copa J. League | Total | Total |
| Club                 | Año   | Part.     | Goles     | Part.          | Goles          | Part. | Goles |
| -------------------- | ----- | --------- | --------- | -------------- | -------------- | ----- | ----- |
| Nagoya Grampus Eight | 2005  | 1         | 0         | 1              | 0              | 2     | 0     |
| Consadole Sapporo    | 2006  | 1         | 0         | -              | -              | 1     | 0     |
| Total                | Total | 2         | 0         | 1              | 0              | 3     | 0     |